# Autotreno FCE DMU 001-004
Gli autotreni FCE DMU 001-004 (della serie Newag Vulcano) sono un complesso automotore binato (DMU), costruito dalla fabbrica polacca Newag, in numero di quattro unità binate, per la Ferrovia Circumetnea di Catania.

## Storia

### Prodromi
Nel 2009 la Ferrovia Circumetnea di Catania, nell'intento di procedere al rinnovamento del proprio parco trazione, le cui unità più recenti avevano già un ventennio di esercizio, indisse un pubblico bando per la progettazione e la costruzione di veicoli a combustione interna a scartamento ridotto, di concezione moderna, da utilizzare sulla propria linea ferroviaria di circa 110 km attorno all'Etna.
Il 26 gennaio 2010 la Rail Service International Italia s.p.a., società del Gruppo Barletta, si aggiudicava la commessa da 40 milioni di euro per la fornitura di 10 treni da costruire negli stabilimenti di Costamasnaga. Il 19 aprile 2010 la FCE firmò con la società l'accordo; in base ad esso la società di Costa Masnaga si impegnava alla consegna entro 24 mesi della prima parte di fornitura per la quale la FCE aveva già ottenuto il finanziamento del Ministero dei Trasporti.
In seguito a tutta una serie di difficoltà il costruttore venne messo in liquidazione il 1º maggio 2013.

### Costruzione
Il 5 settembre 2013 la Newag rilevò il progetto e la commessa/contratto di acquisto per la consegna dei rotabili. L'operazione era subordinata all'approvazione delle autorità italiane competenti e ciò si concretizzò il 3 dicembre 2013.
L'accordo esecutivo per la fornitura di quattro DMU a due elementi venne firmato dalla Ferrovia Circumetnea e dalla Newag di Nowy Sącz per un costo complessivo di 15 milioni di euro. L'accordo prevedeva la possibilità di un'estensione della commessa per altri sei rotabili, per un importo di 40 milioni di euro complessivi. L'autotreno venne classificato dalla FCE come DMU 001÷004.

### Consegna, corse di prova e immissione in servizio

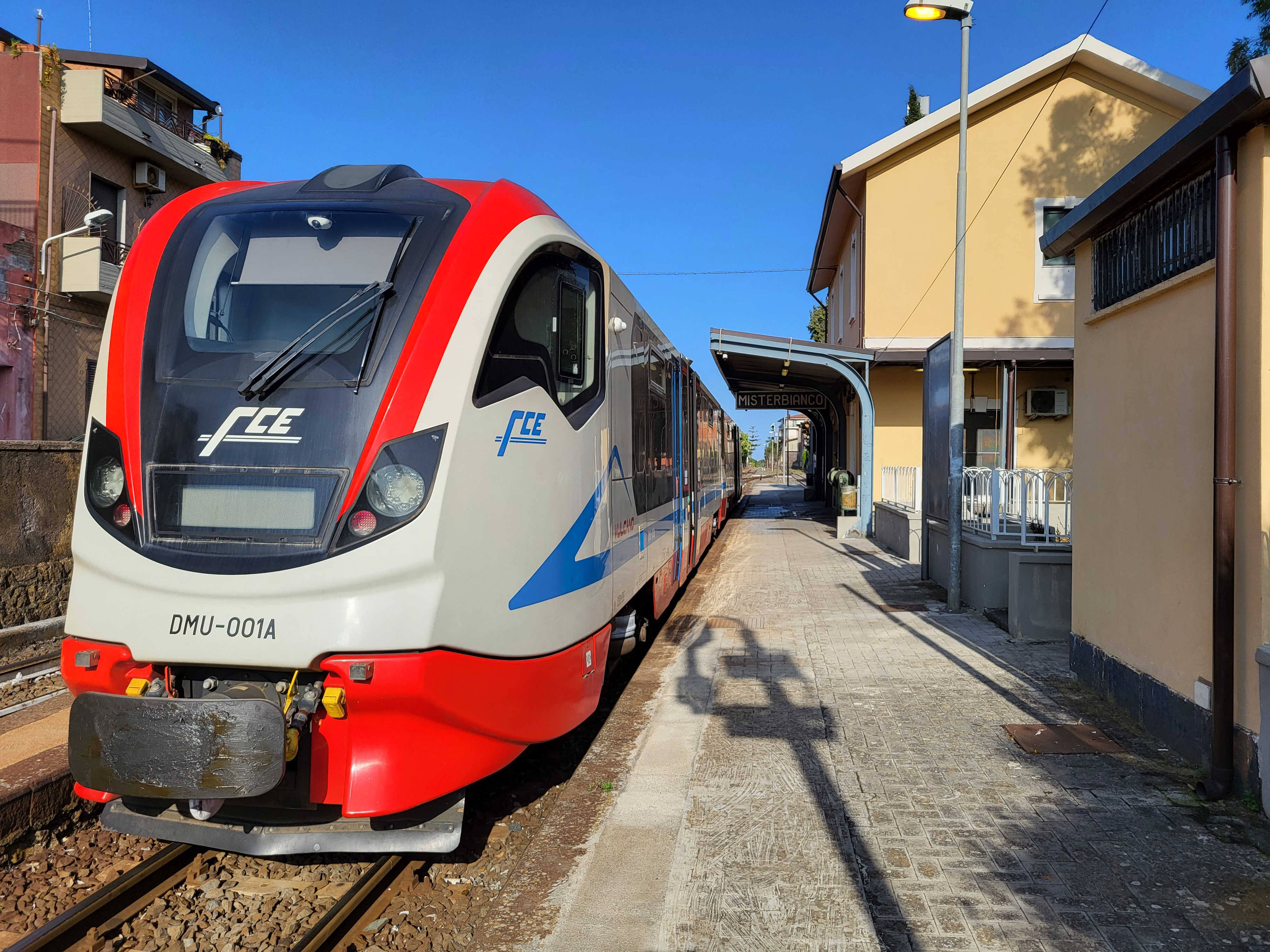
Il DMU 001 alla stazione di Misterbianco.

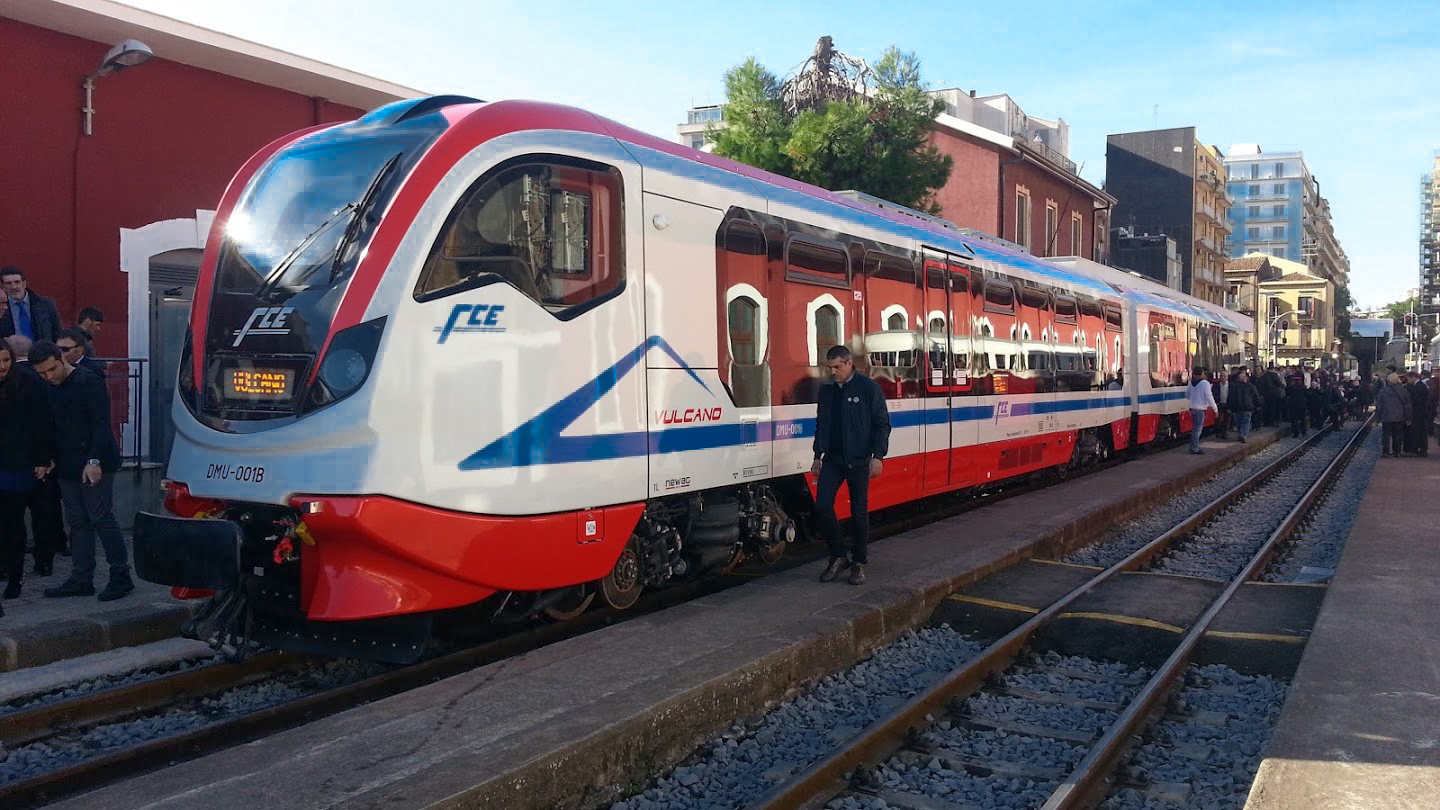
Il DMU 001 alla stazione di Catania Borgo, il 19 dicembre 2015.

La previsione dell'azienda costruttrice, era quella di avere pronto, per il mese di giugno 2015, il primo rotabile, fare il collaudo il mese successivo e spedire il primo a metà agosto; il termine però slittò in avanti di qualche mese.
Il 25 settembre 2015 il primo treno Vulcano, ovvero il DMU 001A-B, era nelle fasi finali della produzione. Il 26 novembre, la prima composizione finita, venne scomposta in due parti e iniziò il trasferimento per l'Italia su apposito carrello stradale. Il 30 novembre raggiunse il porto di Catania.
Il 2 dicembre, le due parti vennero collegate nel deposito locomotive di Catania Borgo, ove iniziarono le operazioni di verifica e collaudo, nonché una serie di corse di pre-esercizio, durate circa 6 mesi. Subito dopo, Newag iniziò il trasporto del secondo treno, ovvero il DMU 002, il quale raggiunse il porto di Catania il 12 dicembre, e fu consegnato presso la stazione di Catania Borgo il giorno seguente. Due giorni dopo fu il turno della terza unità. Il quarto treno, l'ultimo della prima commessa, fu consegnato il 28 giugno 2016, e fra la fine di Agosto e l'inizio di Settembre dello stesso anno, effettuò alcune corse di pre-esercizio.
Dal 24 maggio 2016 iniziò l'immissione in servizio dei nuovi treni, a partire dal DMU 001, con due coppie di corse sulle tratte Catania-Bronte e Catania-Randazzo.

### Ulteriore commessa
Quasi allo scadere del termine massimo, entro il 2 dicembre 2017, la Ferrovia Circumetnea ha rivolto al consiglio di amministrazione di NEWAG S.A. un nuovo ordinativo per la consegna da parte della Società alla Fce di ulteriori quattro unità di trazione sulla base dell'accordo quadro precedente che ne prevedeva la possibilità.
Il prezzo di ciascuna unità di trazione è stato determinato in 3 723 210,00 Euro con un totale dell'ordine di 14 892 840,00 Euro. L'ordine è definito per una DMU e condizionato al reperimenti del finanziamento per le restanti tre
.

## Caratteristiche

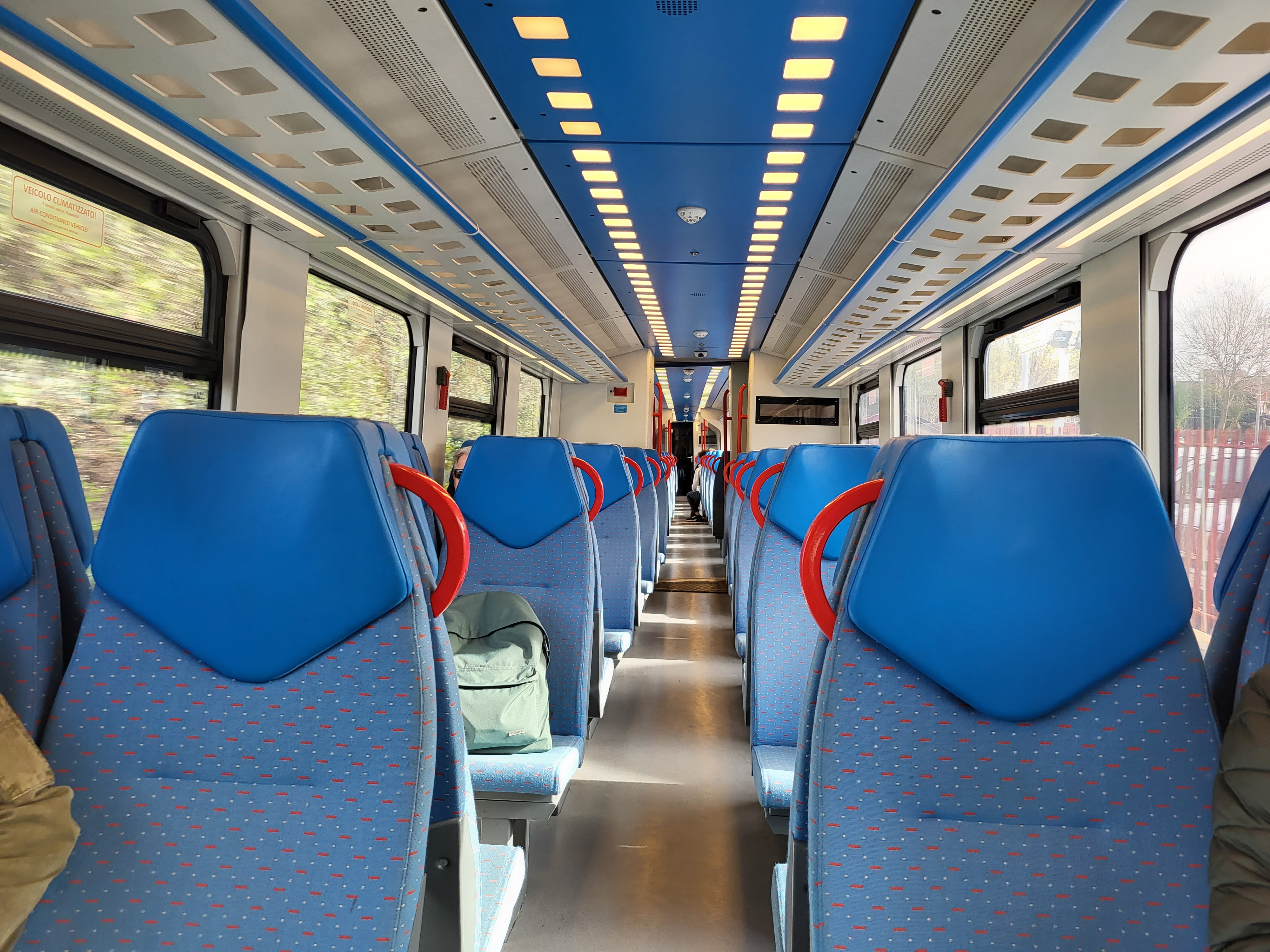
Gli interni del DMU 002.

L'autotreno Vulcano è un rotabile a scartamento ridotto da 950 mm, atto a servizi urbani e suburbani. L'insieme del veicolo è di progettazione e disegno italiano, inclusi gli interni.
La costruzione delle casse, del telaio e delle trasmissioni è polacca. Sono di costruzione polacca l'arredamento degli interni, i sistemi elettrici ed elettronici di controllo, e il software.
Il rotabile è concepito per essere attrezzato per il trasporto di disabili; nei pressi del vestibolo del veicolo DMU "A", sono disposti i servizi igienici a circuito chiuso,  per i viaggiatori a ridotta mobilità. Le porte di accesso all'unità, sono pertanto equipaggiate dei dispositivi di sollevamento e del posto per i disabili su carrozzella. Per salire in treno con la propria bici, sono previste postazioni per la collocazione e il trasporto di biciclette. I posti a sedere previsti sono in totale 106.

### Tecnica
Il convoglio è composto di due unità uguali monocabina, inscindibili; ciascuna poggia su due carrelli a due assi, su cui sono montati due motori di trazione elettrici. Al rispettivo telaio, è sospeso un gruppo generatore composto da un motore Diesel, e un alternatore. Il complesso è in grado di raggiungere i 100 km/h.
L'accesso all'interno del rotabile, avviene attraverso una coppia di porte scorrevoli ad espulsione, su ogni fiancata del veicolo. L'interno del veicolo è composto di 2 saloni aperti dal lato testata posteriore, accessibili direttamente dal vestibolo di entrata. Il passaggio tra vestibolo e comparto è aperto, allo scopo di consentire il rapido flusso dei passeggeri sia in salita che in discesa.
I rivestimenti interni sono realizzati con pannelli in lega leggera e materiali compositi; le forme sono prive di spigoli vivi, leggermente arrotondate e con tonalità di colore chiare. I punti di illuminazione diretta sono continui con ampio uso di LED. La fanaleria frontale è anch'essa a LED di alta potenza.
Il convoglio è fornito di aria condizionata, con condotti di ventilazione sul soffitto, monitoraggio televisivo a circuito chiuso, rilevatori di fumo e incendio.
I treni sono dotati di display informativi, di impianto audio per annunci sonori, e informazioni sul tragitto controllato dalla cabina di guida.
Le porte di ingresso sono dotate di sistema conta passeggeri, per la rilevazione in tempo reale degli utenti a bordo.
Ciascun convoglio è predisposto per la geolocalizzazione (GPS), ai fini del controllo di regolarità della corsa, da una centrale operativa.

### Modifiche in corso d'opera
Per motivi estetici, in origine, i terminali delle marmitte erano stati progettati a raso rispetto alla cassa; tuttavia, dopo una serie di corse di pre-esercizio espletate dal DMU 001 (della durata totale di circa 6 mesi), tutta la zona circostante della cassa (ove è ubicato il terminale della marmitta), si sporcò notevolmente a causa dello scarico dei gas. Per questo motivo, al DMU 001 e allo 002 (i quali in origine avevano la marmitta a raso), fu allungato di qualche centimetro il terminale di scarico, mentre gli altri due autotreni (il DMU 003 e lo 004), iniziarono a circolare sin da subito con tale modifica già applicata.

## L'accantonamento temporaneo e la rimessa in esercizio

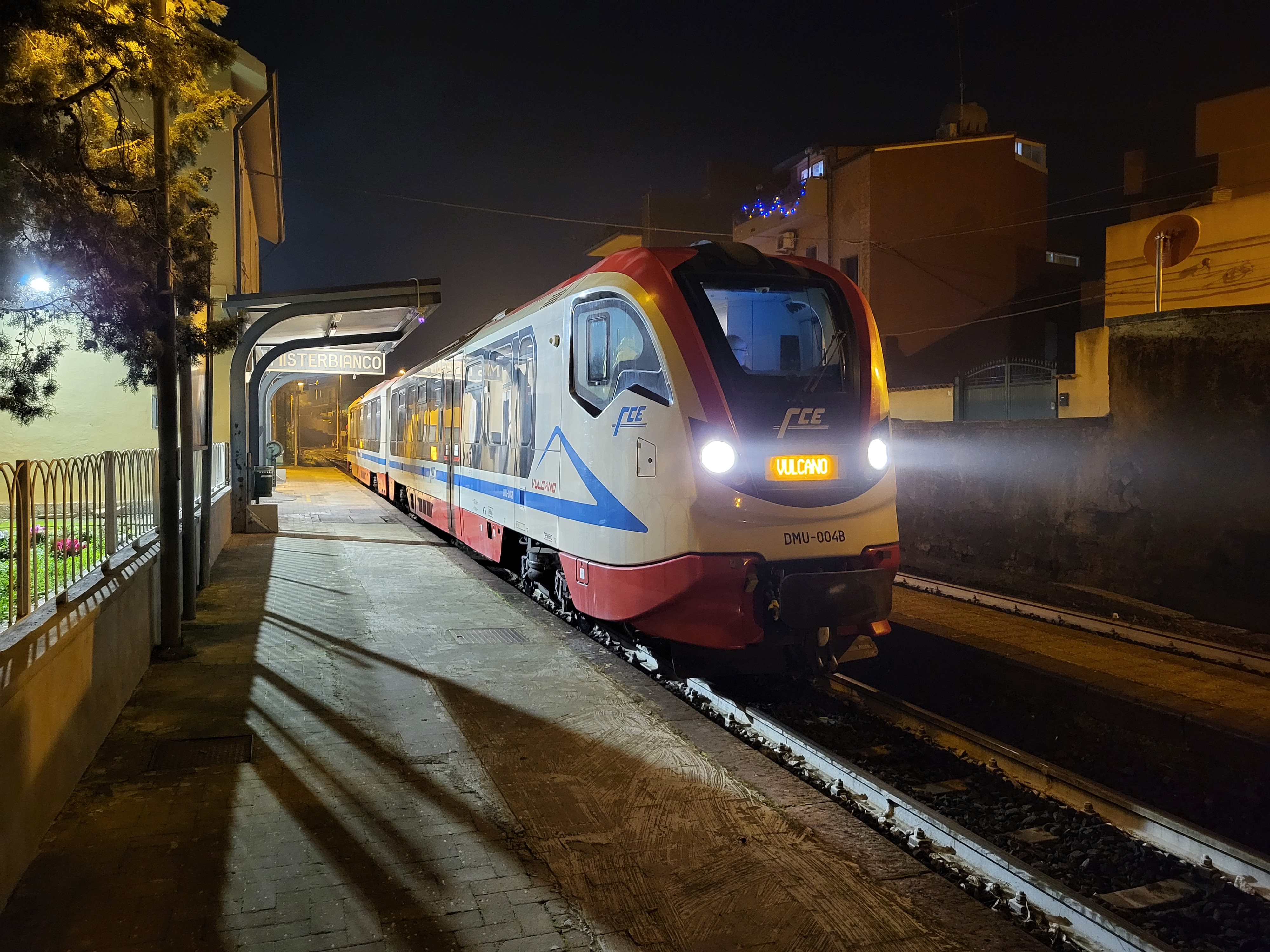
Il DMU 004 alla stazione di Misterbianco, durante la prima di una serie di corse tecniche di pre-esercizio, effettuata successivamente alla revisione, 29 dicembre 2022.

Dalla fine del periodo di quarantena, dovuto all'emergenza sanitaria del Covid-19 (durante il quale la Ferrovia Circumetnea è rimasta chiusa), i treni "Vulcano" sono rimasti accantonati per mancanza della revisione, necessaria ai fini della circolazione, in seguito alla scadenza del contratto di manutenzione con la casa produttrice. Newag è conosciuta per aver attuato delle pratiche anti-concorrenziali sulla manutenzione dei mezzi da lei prodotti.
Solamente il 29 dicembre 2022, in seguito a pressioni giornalistiche provenienti dalla Polonia, hanno avuto inizio le corse tecniche post-revisione; l'iter è partito dal DMU 004, il quale ha percorso la tratta Catania-Valcorrente e viceversa.
Il 22 febbraio 2023, dopo le dovute rettifiche tecniche, il DMU 003 ha svolto la sua prima corsa tecnica di post-revisione, percorrendo la medesima tratta.
Il 29 marzo dello stesso anno, anche il DMU 002 ha svolto la sua corsa tecnica post-revisione, percorrendo la medesima tratta, e appena qualche giorno dopo, è rientrato in servizio viaggiatori; la stessa cosa è avvenuta per il DMU 003; tuttavia, il 6 giugno dello stesso anno, quest'ultimo si è guastato presso la stazione di Paternò mentre stava espletando il treno n. 28 per Catania. Esso è stato soccorso, nonché trainato, dal DMU 001 presso le officine di Catania Borgo per esser riparato, e dopo qualche giorno è rientrato in servizio viaggiatori.
Il 20 aprile dello stesso anno, anche il DMU 001 ha svolto la sua corsa tecnica post-revisione, percorrendo la medesima tratta, per poi rientrare in servizio viaggiatori. Tuttavia, il 3 maggio si è guastato, ed è stato soccorso, nonché trainato, dal DMU 003 presso le officine di Catania Borgo per esser riparato, e dopo qualche giorno è rientrato in servizio viaggiatori.
Il 29 novembre 2023, dopo quasi un anno dall'inizio delle corse tecniche post-revisione, anche il DMU 004 è entrato in servizio viaggiatori.
Ad eccezione del DMU 004, il quale ha svolto diverse corse tecniche, tutti gli altri treni "Vulcano" sono rientrati in servizio viaggiatori solamente dopo aver svolto una sola corsa di test.

## Galleria d'immagini

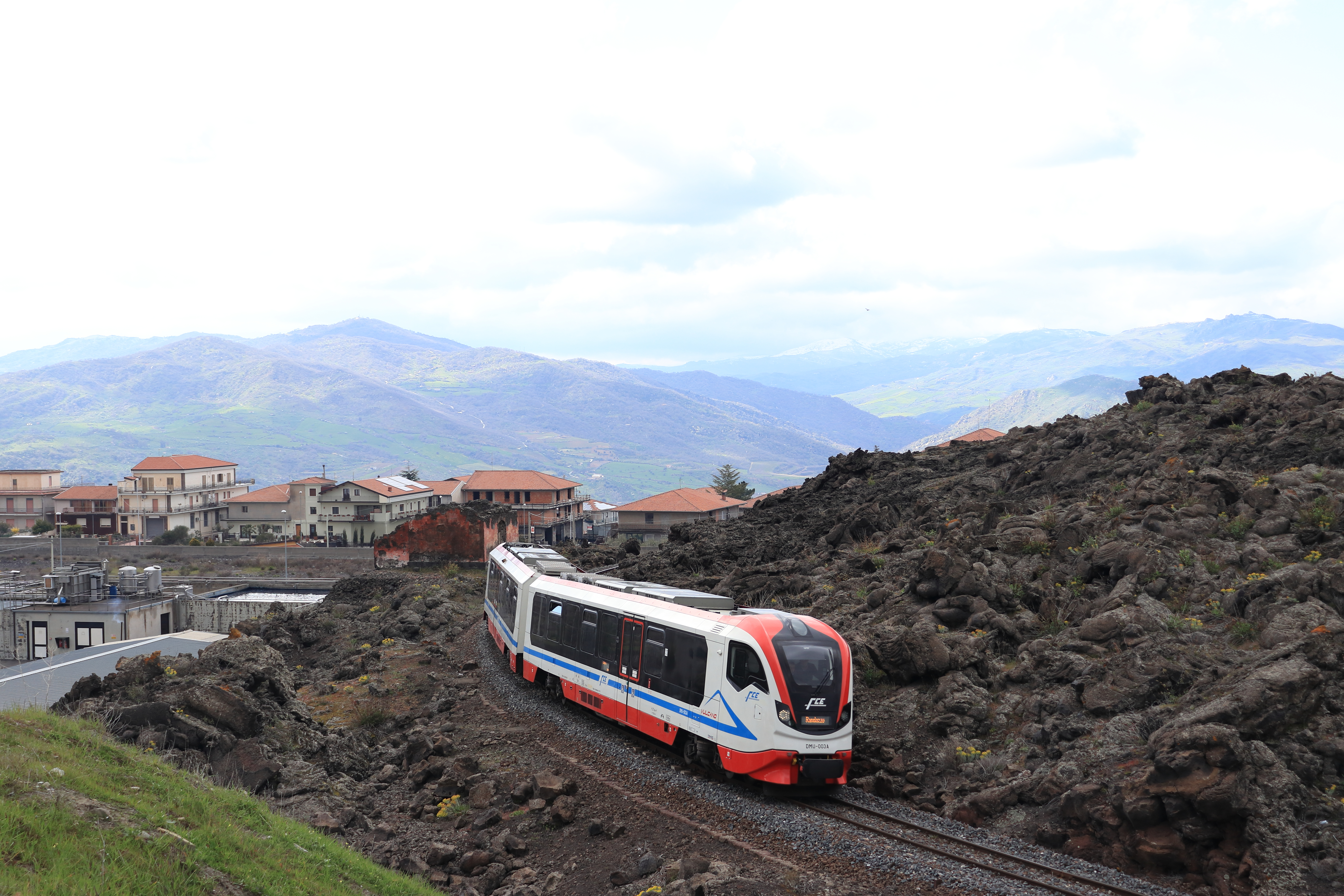
Il DMU 003 in transito nei pressi di Bronte.
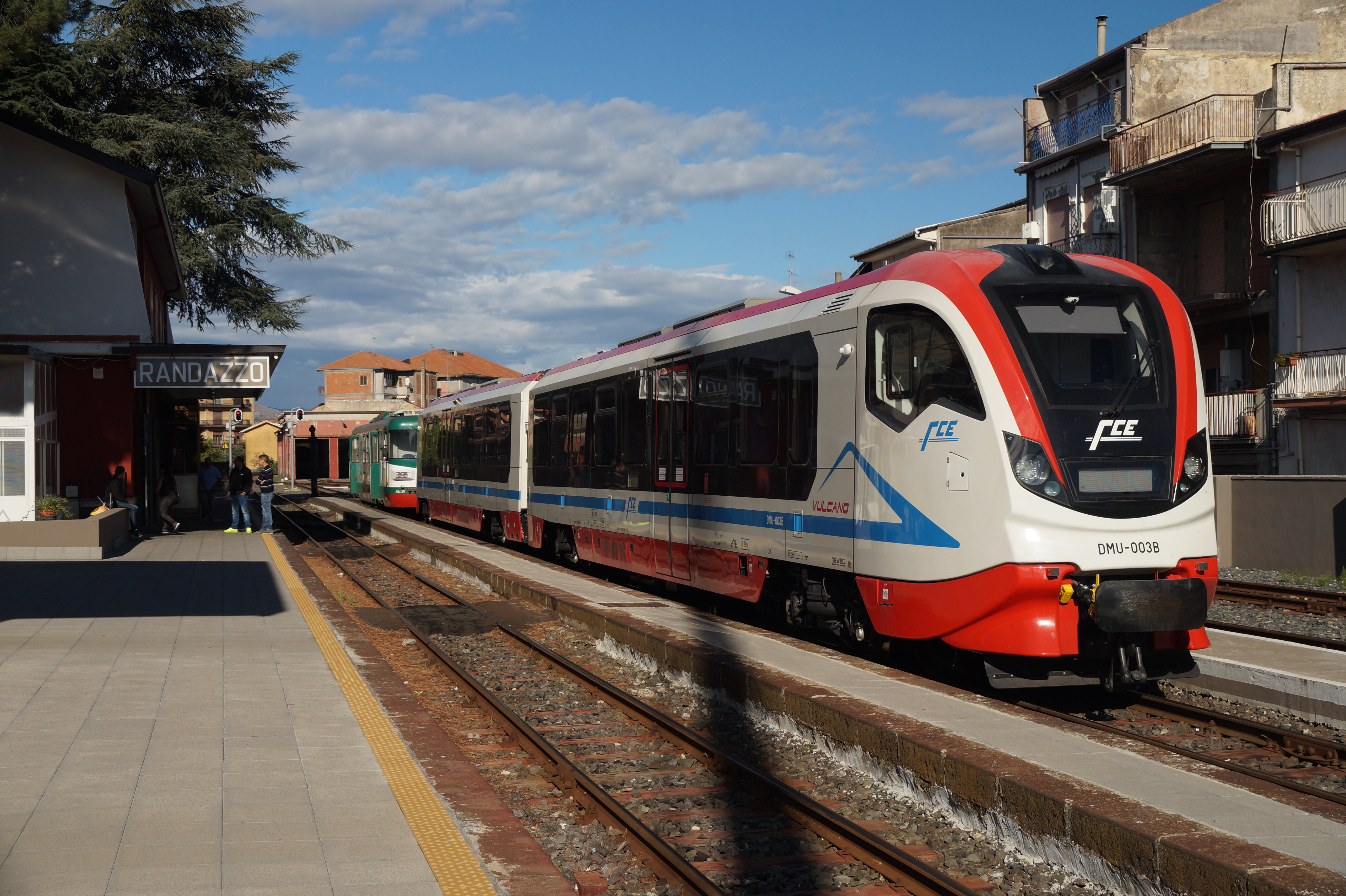
Il DMU 003 in sosta alla stazione di Randazzo.
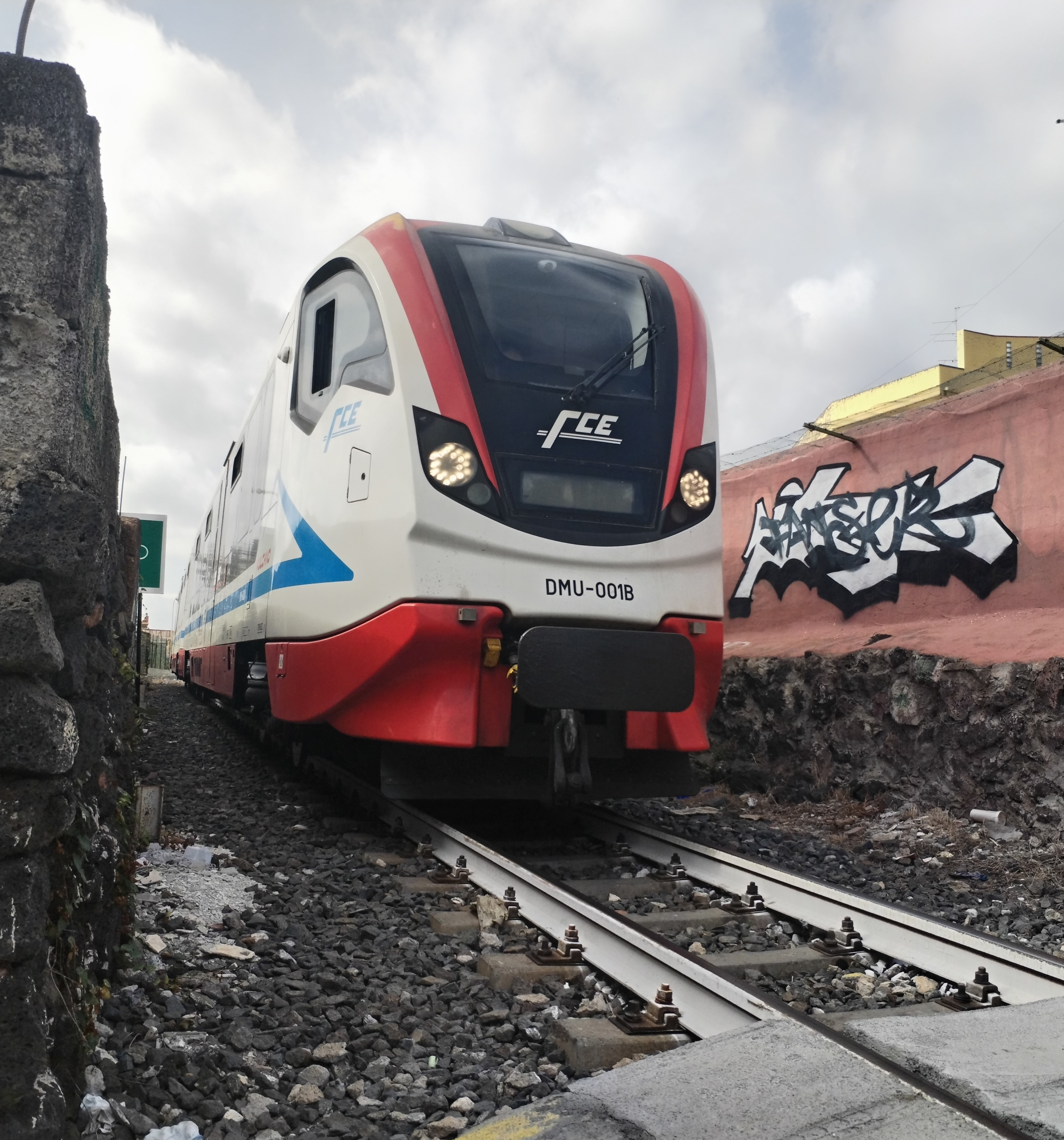
Il DMU 001 in transito nei pressi di Cibali.
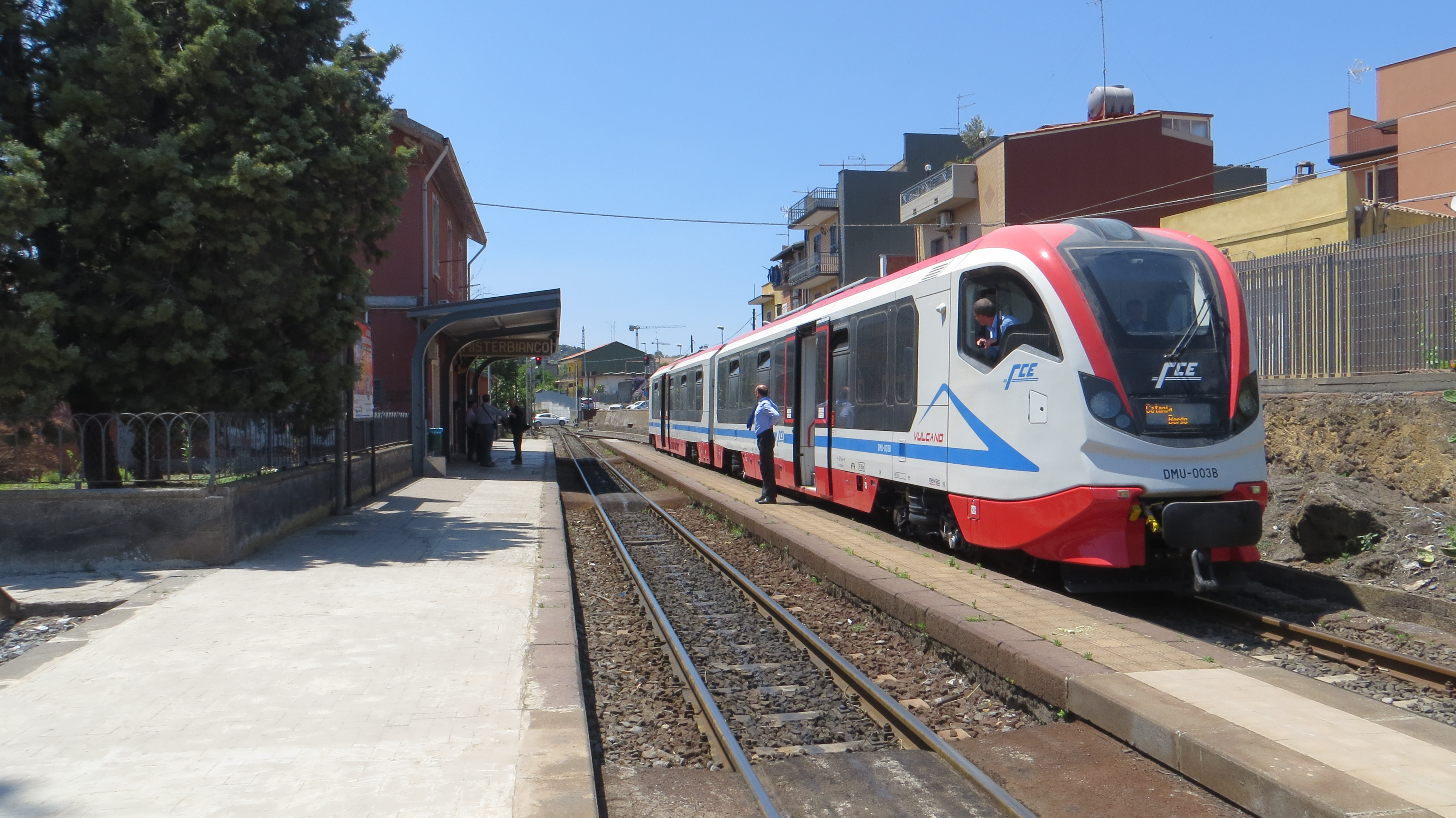
Il DMU 003 alla stazione di Misterbianco.
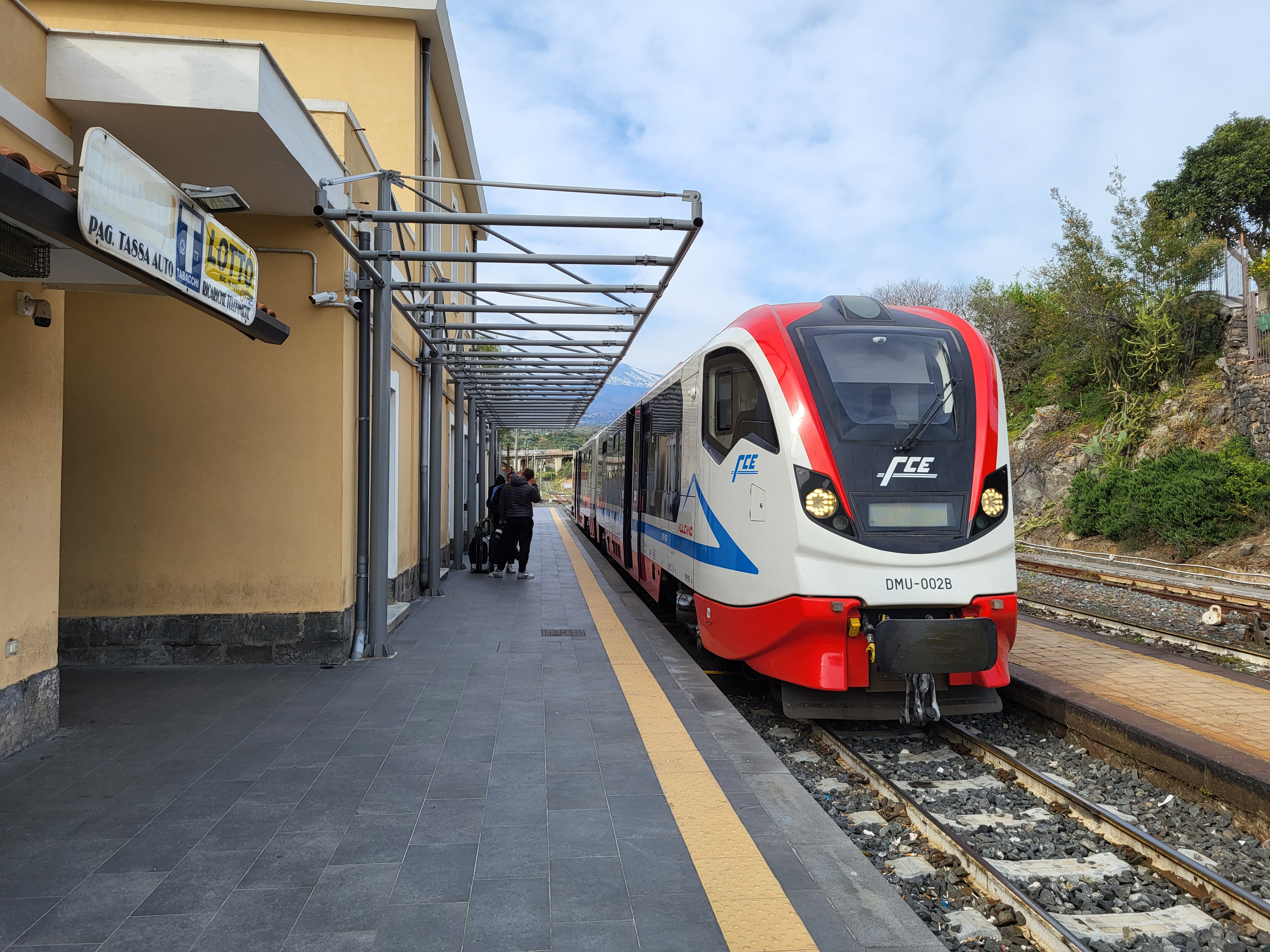
Il DMU 002 alla stazione di Paternò.
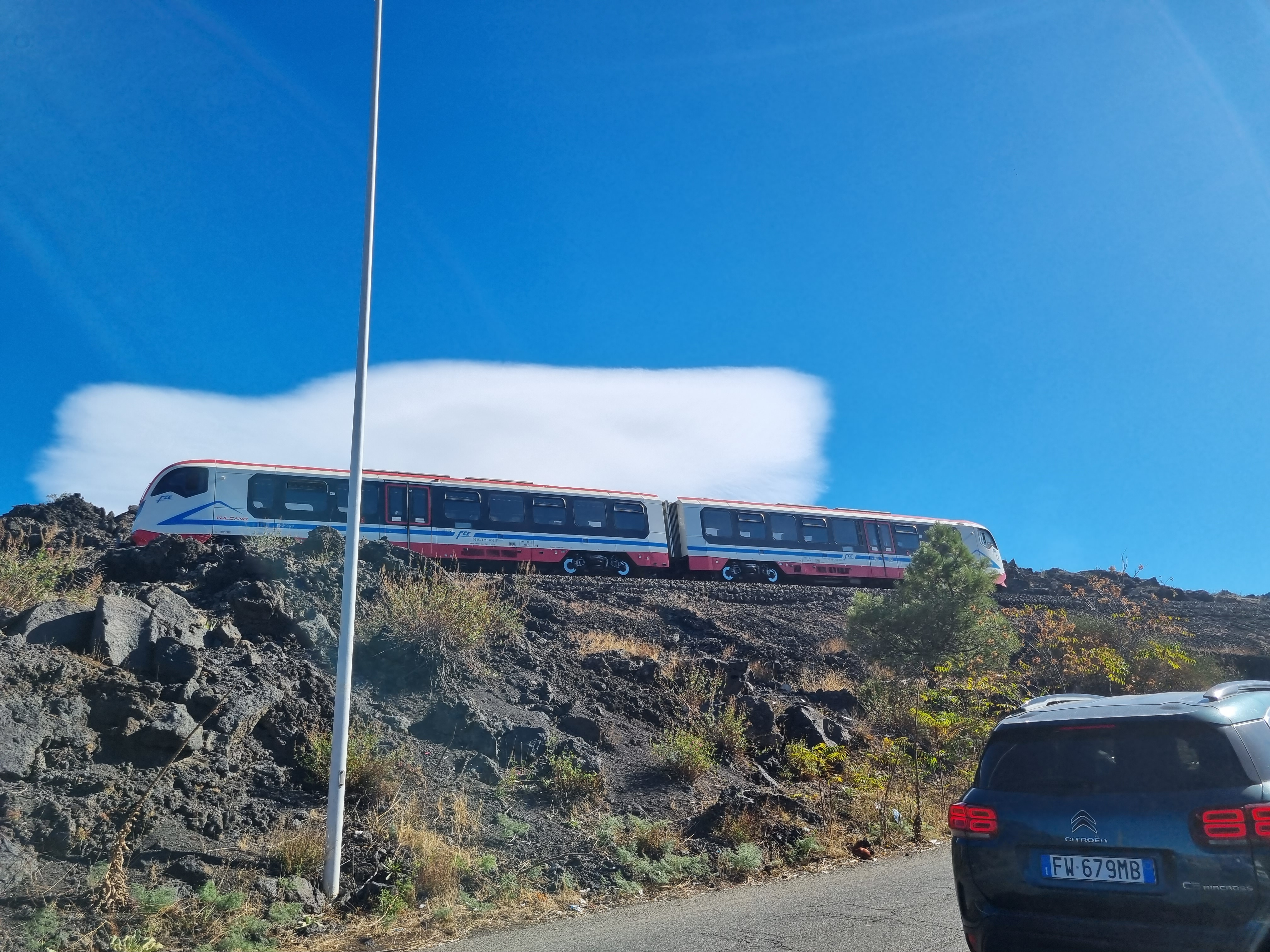
Il DMU 002 in transito nei pressi della zona artigianale di Bronte.